# Carl Ludwig Sigmund

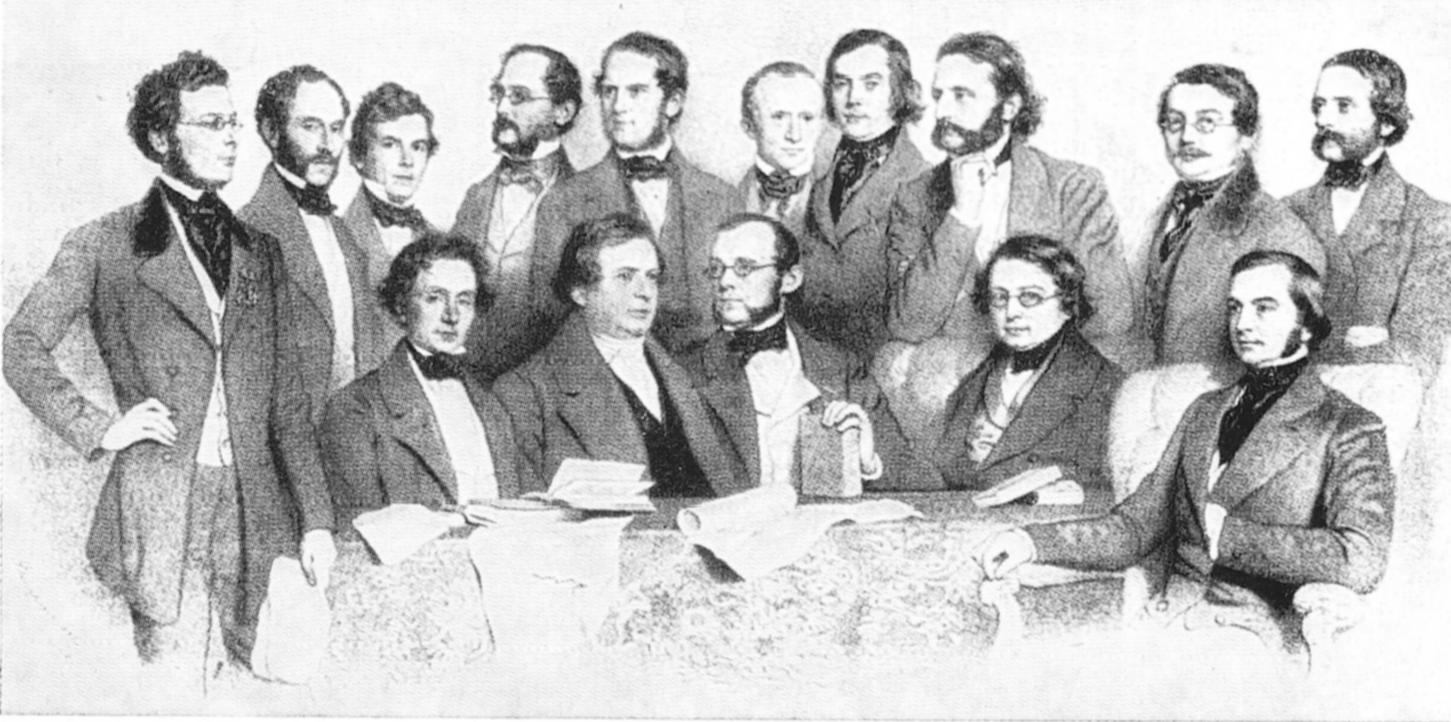
Profesori ai Universității din Viena, 1853. Sigmund este în rândul din spate, al doilea din stânga.

Carl Ludwig Sigmund von Ilanor (n. 27 august, 1810, Sighișoara, Transilvania – d. 1 februarie, 1883, Padova, Italia) a fost un sifilolog austriac.
A studiat medicina la Josephs-Akademie din Viena, iar doctoratul l-a luat în 1837 la Universitatea din Pesta. În 1842 a devenit medic primar chirurg la Allgemeines Krankenhaus din Viena, iar în anul următor a luat examenul de docență. În 1849 a devenit profesor de sifilologie al Universității din Viena (primul din lume) și director al clinicii de sifilologie. 
A decedat la Padova, în timpul unei excursii.
În afară de scrierile sale legate de sifilis, a publicat un număr de articole despre climatologie și balneologie. Numele său este asociat cu glandele lui Sigmund, cunoscute și ca „ganglionii limfatici epitrocleari”.